# Chilomycterus reticulatus
Chilomycterus reticulatus é uma espécie de peixe pertencente à família Diodontidae.
A autoridade científica da espécie é Linnaeus, tendo sido descrita no ano de 1758.

## Portugal
Encontra-se presente em Portugal, onde é uma espécie nativa.

## Descrição
Trata-se de uma espécie marinha. Atinge os 70 cm de comprimento total, com base de indivíduos de sexo indeterminado.